# Haveløvemund
Haveløvemund (Antirrhinum majus), også skrevet Have-Løvemund, er en staude med en stiv, opret vækst.
Stænglen er kirtelhåret for oven, og den forvedder ofte på den nederste halvdel. Bladene er modsat stillede, hele og smalt ægformede til næsten linjeformede med hel rand. Oversiden er mørkegrøn og glat, mens undersiden er en del lysere. Blomstringen sker i juli-september, hvor man ser 8-30, kortstilkede blomster sidde i et slank, endestillet aks. De enkelte blomster er uregelmæssige, med to kraftige ”læber”, der lukker af for svælget. Farven er fra naturens hånd lyserød til purpurrød. Frugterne er kapsler med masser af små frø
Rodnettet er kraftigt og dybtgående.
Højde x bredde og årlig tilvækst: 1,00 x 0,25 m (100 x 25 cm/år). Disse mål kan fx bruges til beregning af planteafstande, når arten anvendes som kulturplante.

## Hjemsted
Arten hører oprindeligt hjemme i Middelhavsområdet, hvor den optræder som ruderatplante, i murrevner og på andre tørre, lysåbne steder. På nogle opgivne dyrkningsterrasser langs floden Borró på sydsiden af de østlige Pyrenæer vokser den sammen med bl.a. kugleblomst, bjergstenfrø, duskhyacint, fransk astragel, Linum suffruticosum (en hør-art), nellikelilje, Onosma tricerosperma (en æseltunge-art), Potentilla taubernaii (en potentil-art) og østrigsk ærenpris

## Anvendelse
Arten findes i en lang række farvevarianter, der dyrkes i Danmark som enårige sommerblomster. Det hænder, at de overvintrer, og dermed afslører de deres staudekarakter.
| Portal | Portal:Botanik |

## Note
1. ↑  Mike Lockwood: Eastern Pyrenees, May 2007 Trip Report Arkiveret 25. april 2012 hos  Wayback Machine (engelsk)